# Slope (album)
Slope, pubblicato nel 2007 dalla Samadhisound, è il primo album prodotto e arrangiato interamente da Steve Jansen e può essere considerato il suo debutto da solista.
L'album contiene brani strumentali propendenti all'elettronica ed alla sperimentazione con un massiccio uso di samples e brani cantati che evidenziano una ricerca ed uno studio sulla forma canzone nella ricerca di nuove direzioni compositive.
Le tracce Playground Martyrs e Ballad Of A Deadman compaiono anche in Sleepwalkers di David Sylvian.
Da sottolineare la presenza di importanti ospiti quali David Sylvian, Anja Garbarek, Joan Wasser e Theo Travis.

## Tracce
1. Gripp - Jansen
2. Sleepyard - Jansen / Elsenburg
3. Cancelled Pieces - Jansen / Garbarek
4. December Train - Jansen
5. Sow The Salt - Jansen / Feiner
6. Gap Of Cloud - Jansen
7. Playground Martyrs - Jansen / Sylvian
8. A Way Of Sisappearing - Jansen
9. Ballad Of A Deadman - Jansen / Sylvian
10. Conversation Over - Jansen
11. Life Moves On - Jansen
12. Playground Martyrs (reprise) - Jansen / Sylvian

## Formazione
- Steve Jansen - batteria, percussioni, sintetizzatore, piano, chitarra, Rhodes, samples, arrangiamenti d'archi
- David Sylvian - voce (in 7,9), chitarra (in 3,9)
- Anja Garbarek - voce (in 3)
- Joan Wasser - voce (in 9)
- Tim Elsenburg - voce, chitarra, Rhodes (in 2)
- Thomas Feiner - voce, mandolino, piano, vibrafono (in 5)
- Nina Kinert - voce (in 12)
- Theo Travis - sassofono, flauto, clarinetto (in 1,2,6,8,9,10)
- Ingo Frenzel - arrangiamento e conduzione dell'orchestra (in 5)
- Alberto Tafuri - piano (in 11)